# Реактор на промежуточных нейтронах
Реактор на промежуточных нейтронах — ядерный реактор, использующий для поддержания цепной ядерной реакции нейтроны с энергией 0,025 – 1000 эВ.
Концентрация делящихся веществ в активной зоне реактора на промежуточных нейтронах такова, что быстрые нейтроны перед поглощением замедляются до энергии 1—1000 эВ. Например, отношение ядер бериллия и 235U в таких реакторах лежит в пределах от 150 до 250.
Реакторы на промежуточных нейтронах используют как исследовательские реакторы, так как в них удается получить очень высокую плотность потока нейтронов.  Например, максимальная плотность потока нейтронов в реакторе СМ-2, построенном в СССР равна 3,3⋅1019 нейтр./(м²·с).
Энергетические реакторы на промежуточных нейтронах применяют сравнительно редко по двум причинам. Эти реакторы требуют высокой степени обогащения ядерного топлива по сравнению с реакторами на тепловых нейтронах. Во-вторых, в активной зоне такого реактора на один захват нейтрона испускается не более 1,5—2,0 нейтронов. Поэтому в реакторах на промежуточных нейтронах невозможно осуществить расширенное воспроизводство ядерного топлива, как в реакторе-размножителе на быстрых нейтронах.
Однако на некоторых проектах подводных лодок СССР устанавливались реакторы на промежуточных нейтронах с жидкометаллическим теплоносителем, которые зарекомендовали себя сложными в эксплуатации; эти лодки были относительно скоро выведены из боевого состава, в дальнейшем такие реакторы на флоте не использовались.